# MILR1
MILR1 (англ. Mast cell immunoglobulin like receptor 1) – білок, який кодується однойменним геном, розташованим у людей на 17-й хромосомі. Довжина поліпептидного ланцюга білка становить 343 амінокислот, а молекулярна маса — 38 735.
| 10         |  | 20         |  | 30         |  | 40         |  | 50         |
| ---------- |  | ---------- |  | ---------- |  | ---------- |  | ---------- |
| MWSHLNRLLF |  | WSIFSSVTCR |  | KAVLDCEAMK |  | TNEFPSPCLD |  | SKTKVVMKGQ |
| NVSMFCSHKN |  | KSLQITYSLF |  | RRKTHLGTQD |  | GKGEPAIFNL |  | SITEAHESGP |
| YKCKAQVTSC |  | SKYSRDFSFT |  | IVDPVTSPVL |  | NIMVIQTETD |  | RHITLHCLSV |
| NGSLPINYTF |  | FENHVAISPA |  | ISKYDREPAE |  | FNLTKKNPGE |  | EEEYRCEAKN |
| RLPNYATYSH |  | PVTMPSTGGD |  | SCPFCLKLLL |  | PGLLLLLVVI |  | ILILAFWVLP |
| KYKTRKAMRN |  | NVPRDRGDTA |  | MEVGIYANIL |  | EKQAKEESVP |  | EVGSRPCVST |
| AQDEAKHSQE |  | LQYATPVFQE |  | VAPREQEACD |  | SYKSGYVYSE |  | LNF        |

A: Аланін

C: Цистеїн

D: Аспарагінова кислота

E: Глутамінова кислота

F: Фенілаланін

G: Гліцин

H: Гістидин

I: Ізолейцин

K: Лізин

L: Лейцин

M: Метіонін

N: Аспарагін

P: Пролін

Q: Глутамін

R: Аргінін

S: Серин

T: Треонін

V: Валін

W: Триптофан

Кодований геном білок за функцією належить до фосфопротеїнів. 
Задіяний у такому біологічному процесі, як альтернативний сплайсинг. 
Локалізований у клітинній мембрані, мембрані.